# زیارت

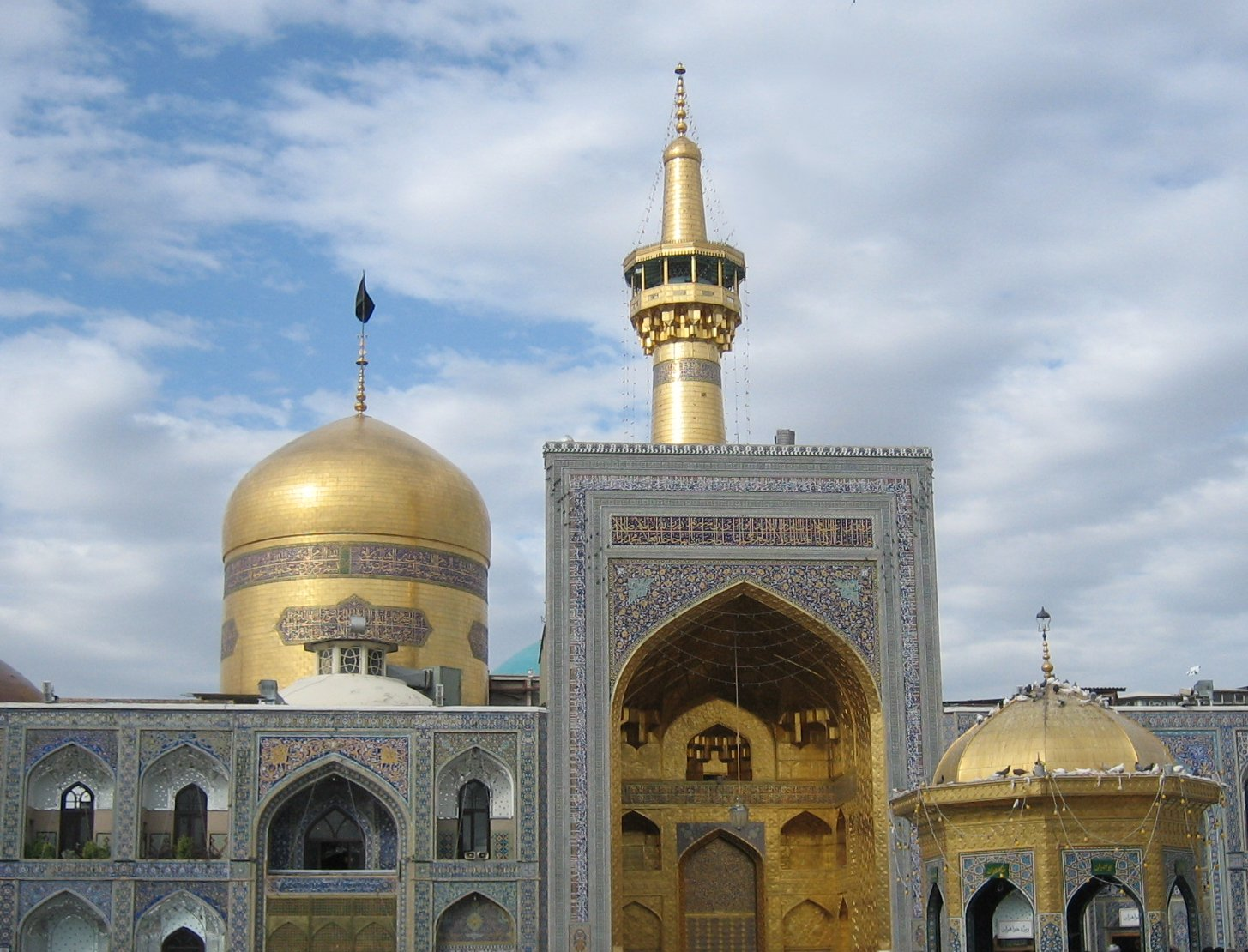
حرم هشتمین امام شیعیان _ علی بن موسی الرضا

در اسلام، زیارت (عربی: زیارة زیارت، "سفر") شکل خاصی از بازدید از مکانهای مربوط به محمد، اعضای خانواده و فرزندان او (از جمله امامان شیعه)، صحابه و دیگر چهره‌های مورد احترام در اسلام مانند پیامبران، صوفیان اولیا و محققان اسلامی است مکانهای زیارتی شامل مساجد، قبور، میدان‌های جنگ، کوه‌ها و غارها است. 

زیارت همچنین می‌توانید به یک شکل از دعا  توسط شیعیان باشد که در آن درود و سلام به محمد و خانواده او می‌فرستند.